# Naurus riksvapen
Stjärnan i Naurus riksvapen har tolv uddor och de står för varje folkgrupp som finns i landet. På vapenskölden som omges av blad från kokospalmen, syns det kemiska tecknet för fosfor. Ön har stora fosfattillgångar. Nederst är en fregattfågel och en tomano-kvist avbildade.